# Weno
Weno, anciennement Moen, est une île des États fédérés de Micronésie située dans le lagon des îles Truk. Administrativement, elle constitue une municipalité de l'État de Chuuk. Avec 17 915 habitants en 2007, l'île est la plus habitée de Chuuk et la localité constitue la capitale de l'État. L'île est desservie par l'aéroport international de Chuuk et comporte des hôtels, des restaurants et des grottes sous-marines.

Bien qu'il s'agisse de la plus grande ville du pays, Weno n'en est pas la capitale. Cette place revient à Palikir.

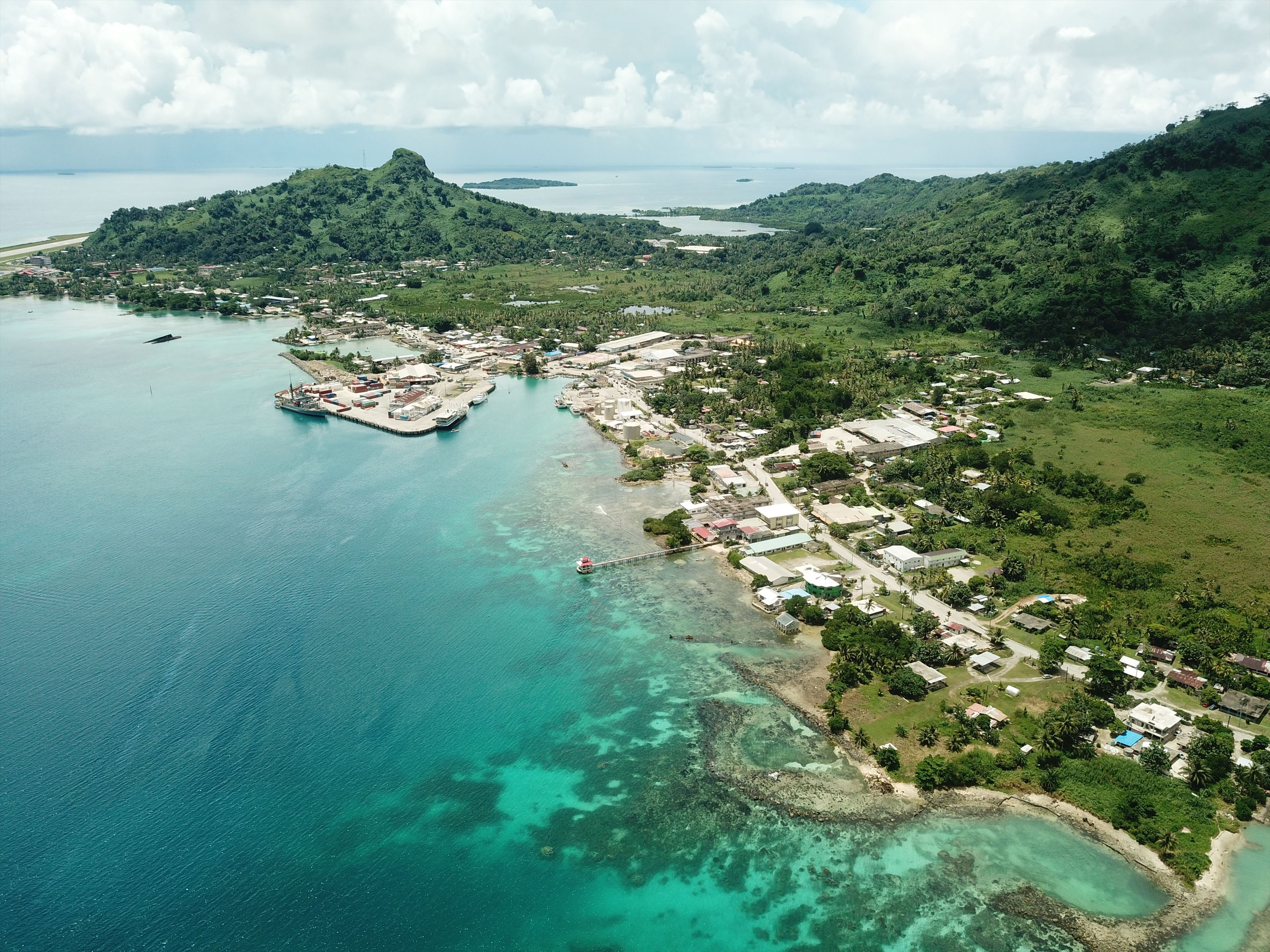
Vue générale de Weno
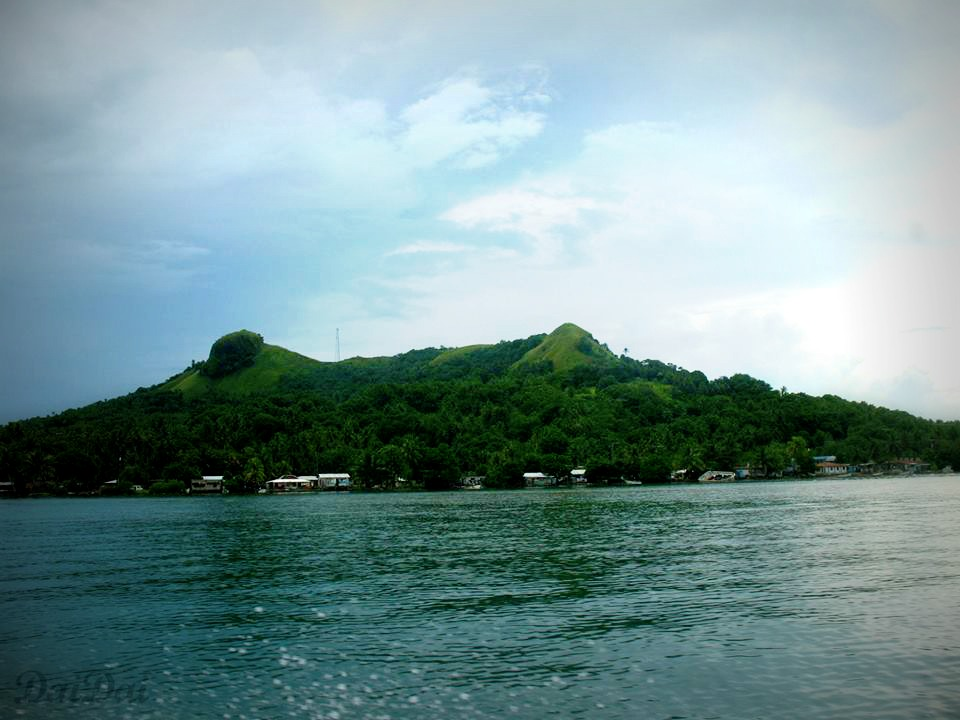
Vue de l'île de Weno
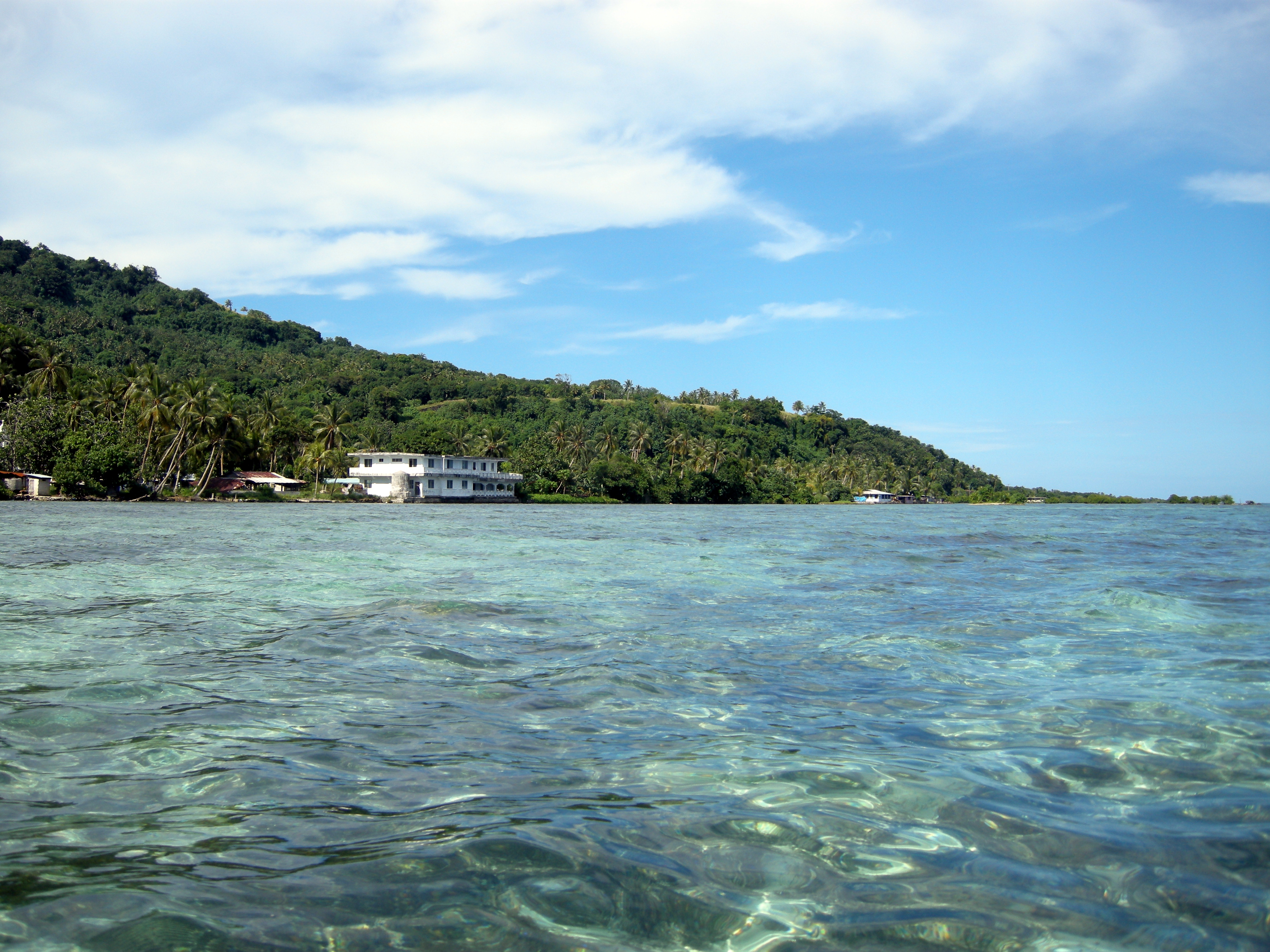
Weno depuis le lagon
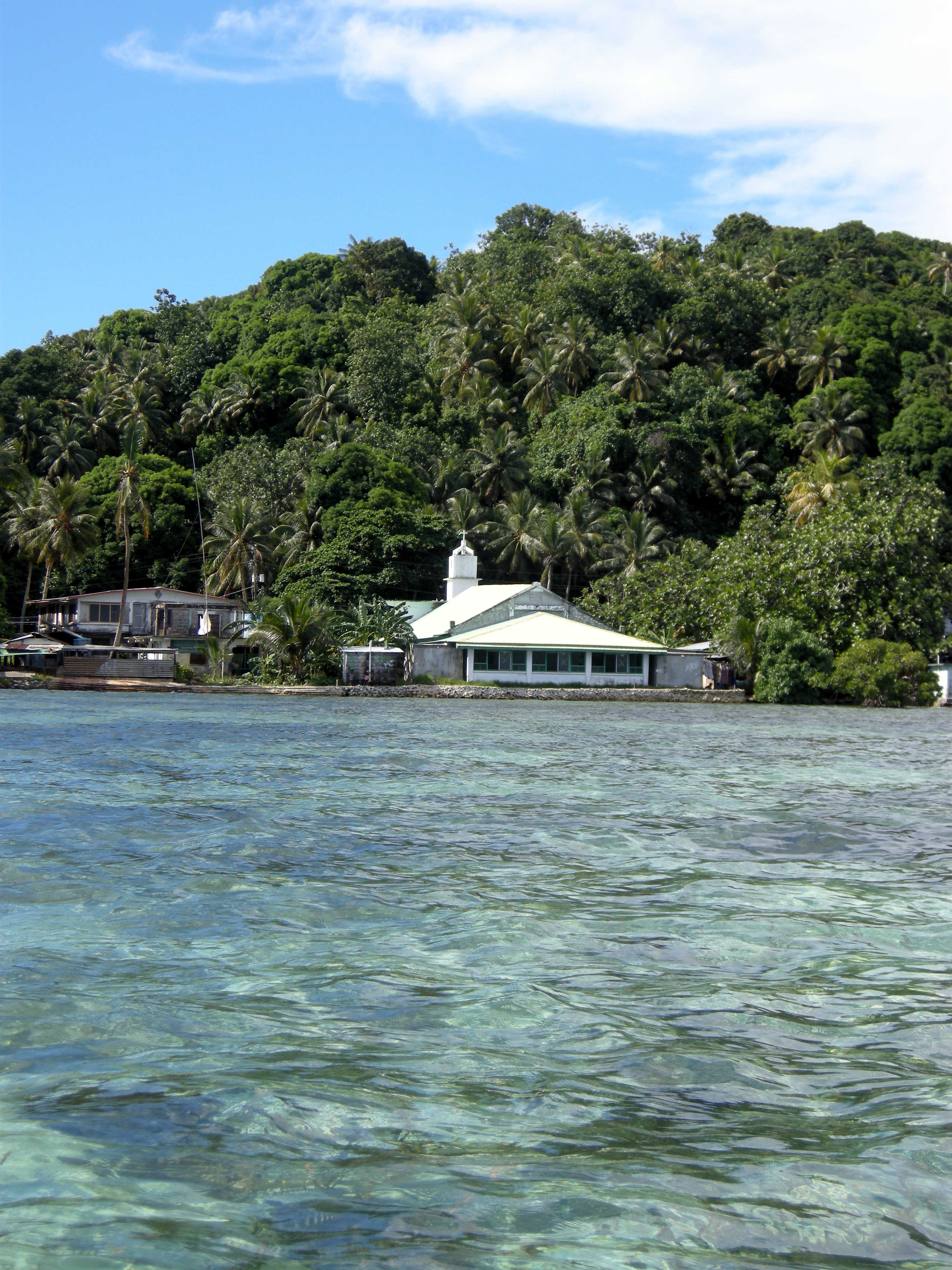
Eglise sur le rivage de Weno
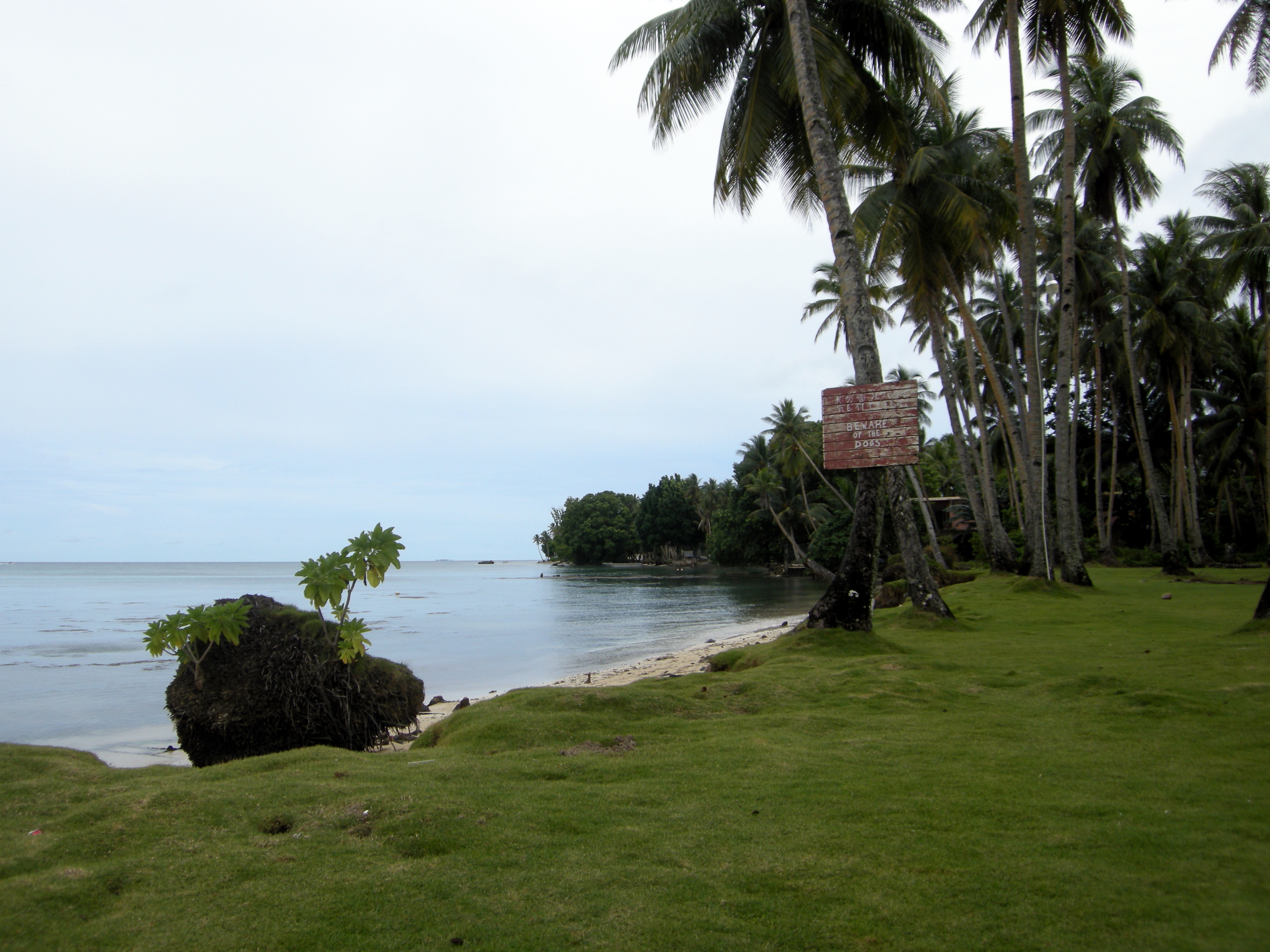
Plage sur l'île de Weno
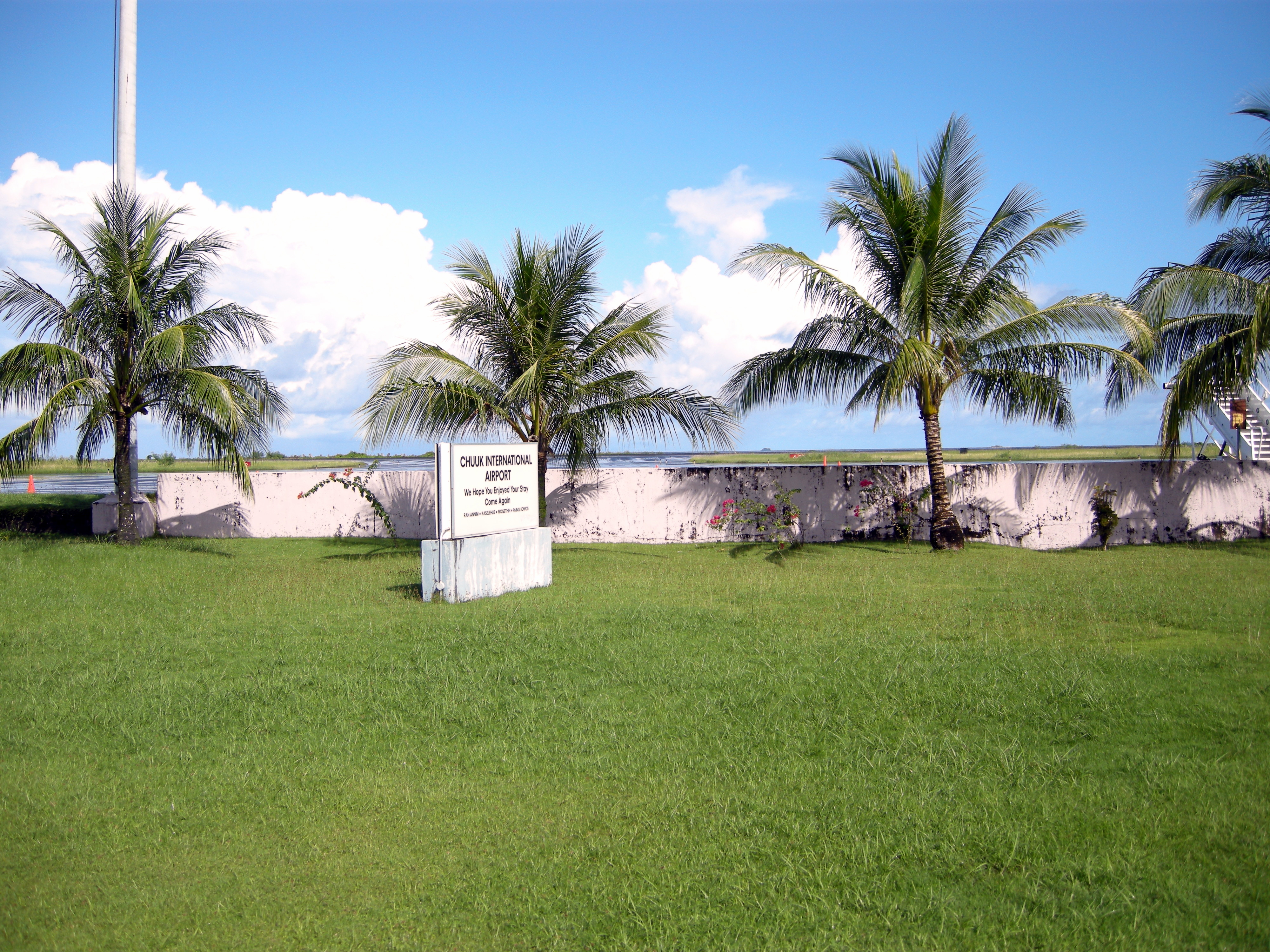
Vue de l'aéroport international de Chuuk
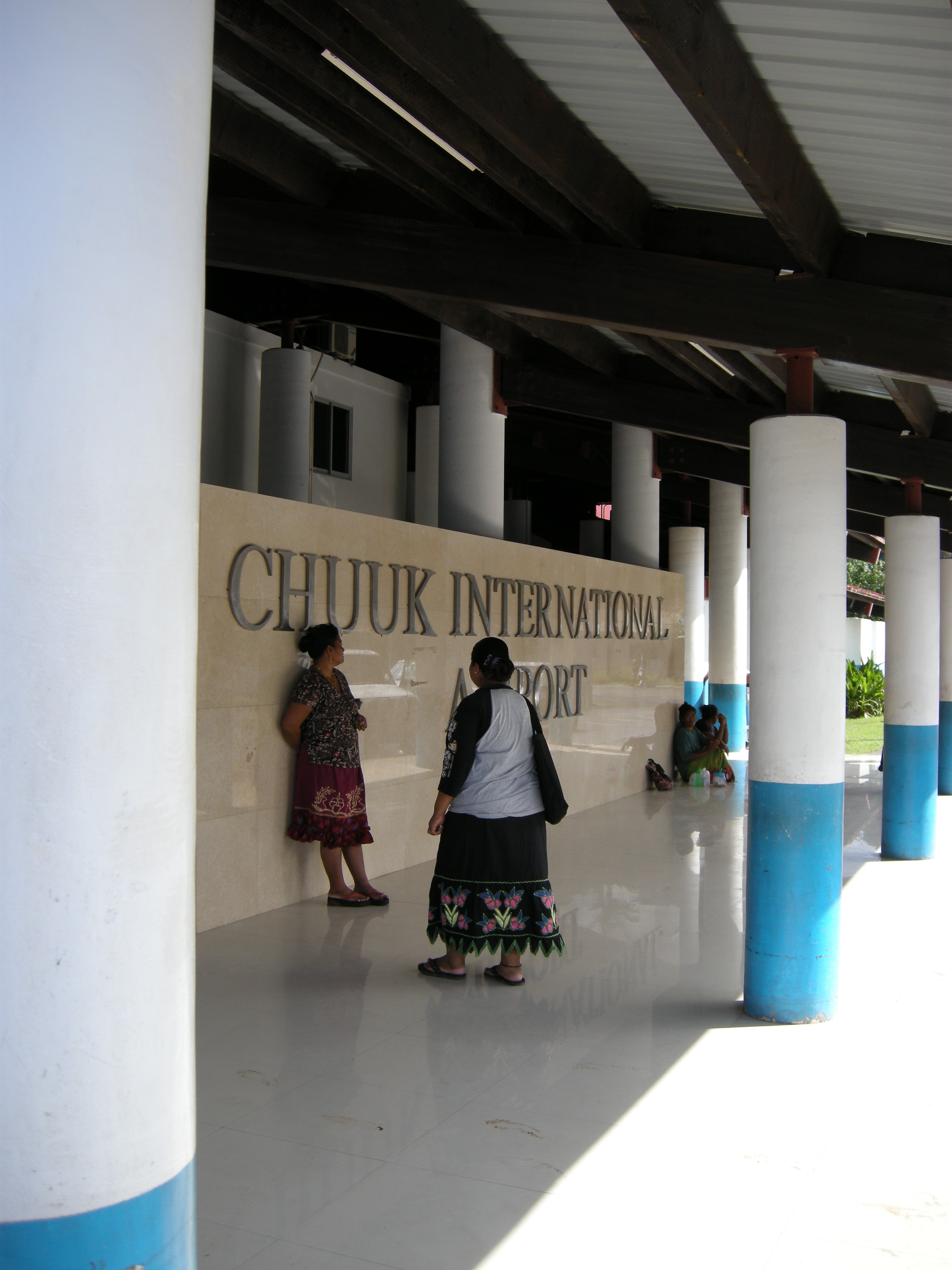
Entrée de l'aéroport international de Chuuk
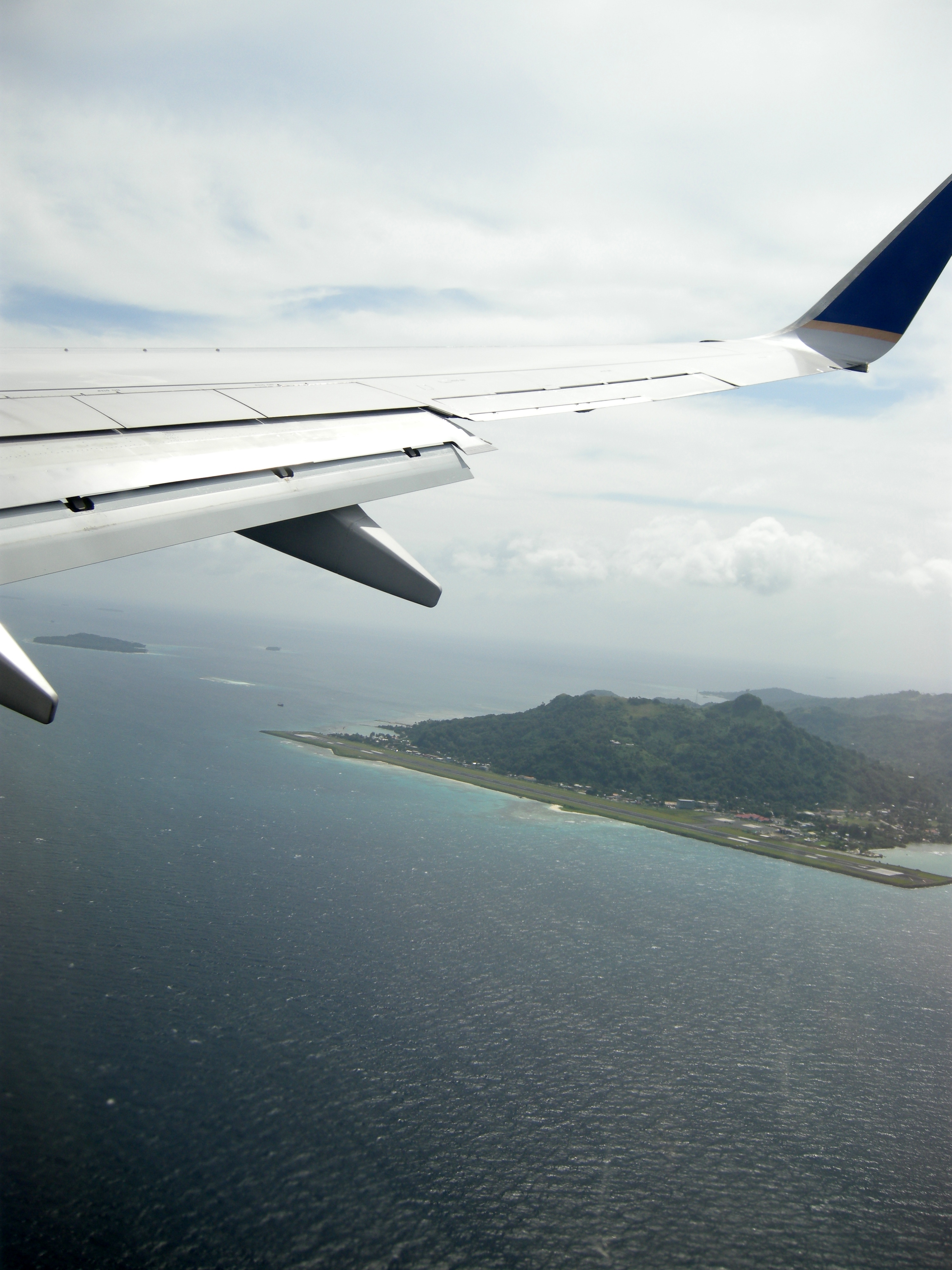
L'aéroport international de Chuuk vu d'avion